# Jesus Green
Jesus Green è un parco di Cambridge, Cambridgeshire, Inghilterra, situato a nord del Jesus College. 
Sul margine settentrionale del Jesus Green Ditch scorre il fiume Cam. A est corre Victoria Avenue e al di essa Midsummer Common, un terreno pubblico che viene utilizzato per il pascolo. Victoria Avenue attraversa il Cam sul ponte Victoria Bridge, collegandosi a Chesterton Road, all'angolo nord-orientale del Jesus Green. Jesus Green è stato separato da Midsummer Common nel 1890, quando fu costruita Victoria Avenue. Da allora il Jesus Green è diventato un parco e non è stato più mantenuto in uno stato adatto al pascolo.
La piscina Jesus Green è un lido sul bordo settentrionale di Jesus Green, vicino al fiume Cam. È uno dei pochi esempi rimasti dei lidi costruiti in tutto il paese negli anni '20. È tra le piscine all'aperto più lunghe d'Europa con i suoi 100 metri (91 m) di lunghezza.
Nel 2001, il Cambridge Beer Festival si è trasferito a Jesus Green. Da allora si tiene ogni anno a maggio.